# 芒特弗農 (喬治亞州)
芒特弗農（英語：Mount Vernon）是一個位於美國喬治亞州蒙哥馬利縣的城市。根據2010年美國人口普查，該地人口為2451人，而該地的面積約為10.70平方千米。同時該地也是蒙哥馬利縣的縣治。

## 地理
芒特弗農的座標為32°10′53″N 82°35′58″W / 32.18139°N 82.59944°W，而該地的平均海拔高度為69米（即226英尺）。